# Operail
AS Operail (do roku 2018 AS EVR Cargo) je estonský nákladní železniční dopravce. Tato společnost se sídlem v Tallinnu je plně ve vlastnictví Estonské republiky a zaměstnává přes 600 pracovníků.

## Historie
Společnost pod názvem EVR Cargo byla založena 3. září 2012 vyčleněním aktivit v nákladní dopravě ze společnosti Eesti Raudtee. V roce 2018 se název firmy změnil na Operail.
V listopadu 2020 společnost zahájila provozování nákladní dopravy rovněž ve Finsku prostřednictvím dceřiné firmy Operail Finland. Již v únoru 2023 však byla finská dcera prodána společnosti Nurminen Logistics, přičemž ztráta z celé transakce byla odhadována na 12,3 milionů eur.

## Lokomotivní park
Společnost pro svůj provozu používá čtyři typy dieselových lokomotiv:
- C36-7i – lokomotivy vyrobené společností General Electric, které byly do Estonska zakoupeny jako použité z USA v roce 2002.
- TEM TMH – lokomotivy vyráběné od roku 2014 v Lotyšsku.
- ČME3 – lokomotivy československé produkce.
- C30-M – modernizovaná verze amerických strojů C36-7i, modernizace provádí od roku 2017 firma CZ LOKO.[5]